# Струковы
Струковы — дворянский род.
Фамилии Струковых, Климентий и Онуфрий Струковы, служили Российскому престолы дворянские службы и жалованы поместьями (1628).
Род внесён в Дворянскую родословную книгу Воронежской губернии.

## Описание герба
На щите, разделенном перпендикулярно, в правом голубом поле, видны выходящие на правую сторону три золотых льва с красными языками и загнутыми вверх хвостами. В левой половине, имеющей верхнее красное и нижнее золотое поле, находится хлебный сноп переменных с полями цветов.
На щите дворянский коронованный шлем. Нашлемник: золотой хлебный сноп. Намёт на щите красный и голубой, подложенный золотом.

## Известные представители
- Струков Василий — воевода в Валках (1648)[4].
- Струков Семён — дьяк (1676).
- Струков Семён Григорьевич — дьяк (1692).
- Струков Василий Петрович — московский дворянин (1692—1695)[5].
- Струков, Владимир Николаевич (1812—1892) — генерал-лейтенант, вятский и владимирский губернатор.
- Струков, Григорий Никонорович (1771—1846) — полковник, действительный статский советник, участник Кавказских и Среднеазиатских походов.
- Епископ Иоаким (в миру Иван Фёдорович Струков; 1674—1742) — епископ Воронежский и Елецкий.
- Струков, Константин Модестович (1885—после 1917) — русский политик, член IV Государственной думы от Харьковской губернии.
- Струков, Пётр Ананьевич (1803—1881) — генерал-майор, предводитель дворянства Александровского уезда Екатеринославской губернии.
  - Струков, Александр Петрович (1840—1911) — генерал от кавалерии, герой русско-турецкой войны 1877—1878 годов.
  - Струков, Ананий Петрович (1850—1922) — русский политический и государственный деятель.
  - Струков, Дмитрий Петрович (1864—1920) — русский военный историк и музейный деятель.
  - Струков, Яромир Сергеевич (1923—2009) — русский политический и литературный деятель.
- Струков Александр Иванович (1946-2011) - выдающийся врач, участвовал в разработке и внедрении установки искусственных суставов (1995-2000)